# Abdelkader Belmokhtar
Abdelkader Belmokhtar (arabisch عبد القادر بلمختار; * 5. März 1987 in Boufarik) ist ein algerischer Radrennfahrer.
Abdelkader Belmokhtar startete 2006 bei der Straßen-Radweltmeisterschaft in Salzburg in der U23-Klasse und belegte den 49. Platz im Zeitfahren und den 114. Platz im Straßenrennen. Im darauffolgenden Jahr wurde er in Stuttgart 55. im Zeitfahren und 73. im Straßenrennen. Wenig später gewann er zwei Etappen bei der Tour des Aéroports und wurde Zweiter in der Gesamtwertung. Bei den Panarabischen Spielen im November 2007 in Ägypten gewann Belmokhtar die Silbermedaille im Einzelzeitfahren, als er 30 Kilometer in 43 Minuten 53 Sekunden zurücklegte.

## Erfolge
2007
- zwei Etappen Tour des Aéroports

2015
- Algerischer Meister – Einzelzeitfahren

2017
- Afrikameisterschaft – Mannschaftszeitfahren